# Coupe intercontinentale 1963
La Coupe intercontinentale 1963 est la quatrième édition de la Coupe intercontinentale de football. Elle oppose lors d'un match aller-retour le club italien de l'AC Milan, vainqueur de la Coupe des clubs champions européens 1962-1963, au club brésilien du Santos FC, vainqueur de la Copa Libertadores 1963. Il s'agit de la première apparition de l'AC Milan dans cette compétition tandis que le Santos FC en est à sa deuxième participation consécutive.
Le vainqueur est décidé selon le barème suivant : deux points pour une victoire, un point pour un match nul et zéro point pour une défaite. En cas d'égalité, un match d'appui est joué.
Le match aller se déroule au Stade San Siro de Milan, le 16 octobre 1963 devant 51 917 spectateurs et est arbitré par l'Autrichien Alfred Haberfellner. Les Milanais s'imposent sur le score de 4-2. Le match retour a lieu au Maracanã de Rio de Janeiro, le 14 novembre 1963 devant 150 000 spectateurs. La rencontre arbitrée par l'Argentin Juan Regis Brozzi est remporté par Santos sur le score de 4-2. Les deux clubs ayant le même nombre de points à l'issue de la double confrontation, un match d'appui est joué le 16 novembre 1963 au Maracanã, arbitré par Juan Regis Brozzi. Le Santos FC s'impose sur le score de 1-0 et remporte ainsi sa deuxième coupe intercontinentale consécutive. En 2017, le Conseil de la FIFA a reconnu avec document officiel (de jure) tous les champions de la Coupe intercontinentale avec le titre officiel de clubs de football champions du monde, c'est-à-dire avec le titre de champions du monde FIFA, initialement attribué uniquement aux gagnants de la Coupe du monde des clubs FIFA. 

## Feuilles de match

### Match aller
| Match aller     | AC Milan                                    | 4 - 2   | Santos FC           | Stade San Siro, Milan                                |                                                      |
| 16 octobre 1963 | Trapattoni 3e · Amarildo 15e 67e · Mora 82e | (2 - 0) | 55e 84e (pen.) Pelé | Spectateurs : 51 917 Arbitrage : Alfred Haberfellner | Spectateurs : 51 917 Arbitrage : Alfred Haberfellner |
| 16 octobre 1963 | (Rapport)                                   |         |                     | Spectateurs : 51 917 Arbitrage : Alfred Haberfellner | Spectateurs : 51 917 Arbitrage : Alfred Haberfellner |

| Milan | Santos |

| AC Milan :     |  |                         |
|                |  |                         |
|                |  |                         |
| G              |  | Giorgio Ghezzi          |
| D              |  | Mario David             |
| D              |  | Mario Trebbi            |
| D              |  | Ambrogio Pelagalli (en) |
| D              |  | Cesare Maldini          |
| M              |  | Giovanni Trapattoni     |
| M              |  | Giovanni Lodetti        |
| M              |  | Gianni Rivera           |
| A              |  | Bruno Mora              |
| A              |  | José Altafini           |
| A              |  | Amarildo                |
| Entraîneur :   |  |                         |
| Luis Carniglia |  |                         |

| Santos :     |  |                |
|              |  |                |
|              |  |                |
| G            |  | Gilmar         |
| D            |  | Lima           |
| D            |  | Haroldo (en)   |
| D            |  | Calvet (en)    |
| D            |  | Geraldino (en) |
| M            |  | Mengálvio      |
| M            |  | Zito           |
| M            |  | Dorval (en)    |
| A            |  | Coutinho       |
| A            |  | Pelé           |
| A            |  | Pepe           |
| Entraîneur : |  |                |
| Lula         |  |                |

### Match retour
| Match retour                   | Santos FC                                               | 4 - 2   | AC Milan                | Maracanã, Rio de Janeiro                            |                                                     |
| 14 novembre 1963 20 h 30 UTC-3 | Pepe 50e 68e · Almir Pernambuquinho (en) 54e · Lima 65e | (0 - 2) | 13e Altafini · 18e Mora | Spectateurs : 150 000 Arbitrage : Juan Regis Brozzi | Spectateurs : 150 000 Arbitrage : Juan Regis Brozzi |
| 14 novembre 1963 20 h 30 UTC-3 | (Rapport)                                               |         |                         | Spectateurs : 150 000 Arbitrage : Juan Regis Brozzi | Spectateurs : 150 000 Arbitrage : Juan Regis Brozzi |

| Santos | Milan |

| Santos :     |  |                           |
|              |  |                           |
|              |  |                           |
| G            |  | Gilmar                    |
| D            |  | Ismael (en)               |
| D            |  | Mauro                     |
| D            |  | Haroldo (en)              |
| D            |  | Dalmo (en)                |
| M            |  | Lima                      |
| M            |  | Mengálvio                 |
| M            |  | Dorval (en)               |
| A            |  | Coutinho                  |
| A            |  | Almir Pernambuquinho (en) |
| A            |  | Pepe                      |
| Entraîneur : |  |                           |
| Lula         |  |                           |

| AC Milan :     |  |                         |
|                |  |                         |
|                |  |                         |
| G              |  | Giorgio Ghezzi          |
| D              |  | Mario David             |
| D              |  | Mario Trebbi            |
| D              |  | Ambrogio Pelagalli (en) |
| D              |  | Cesare Maldini          |
| M              |  | Giovanni Trapattoni     |
| M              |  | Giovanni Lodetti        |
| M              |  | Gianni Rivera           |
| A              |  | Bruno Mora              |
| A              |  | José Altafini           |
| A              |  | Amarildo                |
| Entraîneur :   |  |                         |
| Luis Carniglia |  |                         |

### Match d'appui
| Match d'appui                  | Santos FC             | 1 - 0   | AC Milan | Maracanã, Rio de Janeiro                            |                                                     |
| 16 novembre 1963 20 h 30 UTC-3 | Dalmo (en) 34e (pen.) | (1 - 0) |          | Spectateurs : 121 000 Arbitrage : Juan Regis Brozzi | Spectateurs : 121 000 Arbitrage : Juan Regis Brozzi |
| 16 novembre 1963 20 h 30 UTC-3 | (Rapport)             |         |          | Spectateurs : 121 000 Arbitrage : Juan Regis Brozzi | Spectateurs : 121 000 Arbitrage : Juan Regis Brozzi |

| Santos | Milan |

| Santos :     |  |                           |     |  |
|              |  |                           |     |  |
|              |  |                           |     |  |
| G            |  | Gilmar                    |     |  |
| D            |  | Ismael (en)               | 44e |  |
| D            |  | Mauro                     |     |  |
| D            |  | Haroldo (en)              |     |  |
| D            |  | Dalmo (en)                |     |  |
| M            |  | Lima                      |     |  |
| M            |  | Mengálvio                 |     |  |
| M            |  | Dorval (en)               |     |  |
| A            |  | Coutinho                  |     |  |
| A            |  | Almir Pernambuquinho (en) |     |  |
| A            |  | Pepe                      |     |  |
| Entraîneur : |  |                           |     |  |
| Lula         |  |                           |     |  |

| AC Milan :     |  |                         |     |     |
|                |  |                         |     |     |
|                |  |                         |     |     |
| G              |  | Luigi Balzarini (en)    |     | 40e |
| D              |  | Víctor Benítez          |     |     |
| D              |  | Mario Trebbi            |     |     |
| D              |  | Ambrogio Pelagalli (en) |     |     |
| D              |  | Cesare Maldini          | 30e |     |
| M              |  | Giovanni Trapattoni     |     |     |
| M              |  | Giovanni Lodetti        |     |     |
| M              |  | Giuliano Fortunato (en) |     |     |
| A              |  | Bruno Mora              |     |     |
| A              |  | José Altafini           |     |     |
| A              |  | Amarildo                |     |     |
| Remplaçant :   |  |                         |     |     |
| G              |  | Dario Barluzzi (en)     |     | 40e |
| Entraîneur :   |  |                         |     |     |
| Luis Carniglia |  |                         |     |     |